# Poço canadiano

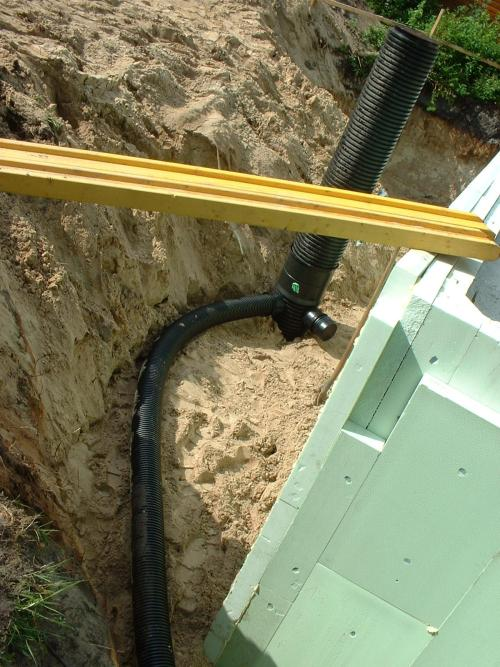
O sistema em construção

Poço canadiano, poço provençal, permutador/trocador de calor ar-solo, ventilação geotérmica passiva é um trocador de calor geotérmico simples para climatização natural tanto de casas como de áreas com fins industriais ou agrícolas.
Baseia-se no facto de haver uma diferença de temperatura entre o subsolo (onde a temperatura é pouco variável) e a superfície, onde a temperatura é variável, nomeadamente nos climas temperados.
É um método de arrefecimento gratuito, podendo também aquecer uma construção.

## Origens
Este método de arrefecimento geotérmico passivo é conhecido desde a antiguidade, nos climas quentes (Pérsia), no Canadá (devido às grandes amplitudes térmicas anuais) e nomeadamente também no Sul de França. No poço provençal, o ar circulava por galerias subterrâneas em pedra.

## Método de funcionamento
O objectivo é fazer circular ar dentro do solo, a cerca de 1,5m de profundidade, que depois segue para dentro da habitação, permitindo resfriar no verão ou mesmo aquecer no inverno. O processo sendo passivo e baseado na capacidade térmica do solo, é mais eficaz nos climas onde há grandes amplitudes térmicas diárias e anuais. O ar, ao circular lentamente dentro da tubagem, perde ou capta energia até chegar à construção que quer beneficiar da corrente.

## Como construir
A construção é simples: um tubo de cerca de 15 cm de diâmetro capta o ar à superficie, circulando debaixo do solo (percurso de 15 a 50m), e acabando o seu percurso com a boca final dentro da habitação. Assim, há trocas térmicas entre o solo e o ar circulando no tubo.
Várias precauções devem ser tomadas:
- a possível condensação no tubo deve ser escoada (inclinação do percurso do tubo 2% e válvula ou poço de escoamento) para não criar mau cheiros.
- a acumulação de gás radioactivo no circuito nas zonas graníticas, se o circuito não estiver bem estanque.
- grelha/filtro na boca de entrada, que convém estar a 50 cm mínimo de altura, para evitar a entrada de insectos e animais.
- a natureza do tubo deve permitir boa condutividade térmica mas também resistir ao esmagamento, corrosão e não ser poroso. O PVC, o polietileno e polipropileno poderão ser escolhidos, tendo em conta que o interior do tubo deve ser liso para deixar escorrer correctamente a condensão ou água de lavagem.
- ter um fecho para evitar circulação invertida se aparecem situações particulares de temperatura.
Este sistema pode ser ligado à entrada de ar da VMC (ventilação mecânica controlada) da construção, sendo conveniente fechar sempre as outras entradas de ar na casa, quando se quer beneficiar do Poço Provençal.